# 乔治·卡德尔·普赖斯
乔治·卡德尔·普赖斯 P.C.（George Cadle Price；1919年1月15日—2011年9月19日），首任伯利兹总理，被许多人称为“国家之父”（"the Father of the Nation"）。

## 生平
普赖斯出生于英属洪都拉斯伯利兹市，在圣约翰学院高中完成学业，后前往美国留学。1947年进入政坛，当选伯利兹市议会议员。1949年组成人民委员会，1950年被任命为部长助理，开始的“和平、建设性的伯利兹革命”。1950年9月29日，他参与创立伯利兹人民联合党，1956年成为党领袖，1956年到1962年担任伯利兹城的市长，1961年出任首席部长，与英国谈判关于伯利兹（当时称英属洪都拉斯）的政治和经济独立问题。1964年改称总理，1981年伯利兹获得独立，普赖斯任第一任总理兼外交部长，直到1984年。1989年人民联合党在选举中重新赢得胜利，普赖斯恢复了总理一职，直到1993年再次被统一民主党的曼努埃尔·埃斯基韦尔取代。1996年10月，他宣布辞去人民联合党领袖职务，并于1996年11月10日由赛义德·穆萨正式接替。
2000年9月，普赖斯被第一个授予伯利兹的最高荣誉——“国家英雄勋章”，以表彰他带领国家走向独立。1982年其起，他成为英国枢密院成员。2011年9月19日去世，享年92岁。9月26日，伯利兹为他举行了国葬。

## 荣誉

### 伯利兹勋章奖章
- 国家英雄勋章（英语：Order of the National Hero (Belize)）（2000年）

### 外国勋章奖章
- 特种大绶景星勋章（中华民国，1991年4月23日批准[2]）